# حدسية عطية - جونز
في الرياضيات، تعد حدسية عطية - جونز (بالإنجليزية :Atiyah–Jones conjecture) حدسية تتعلق بتماثل الوحدات الفراغية (moduli space) الخاصة بالجزيئيات الزائفة على الكرة. التي قدمها مايكل عطية و J. D. S. Jones (1978) وأثبتها Charles P. Boyer, J. C. Hurtubise, و B. M. Mann et al. (1992, 1993).